# Paranius
Paranius là một chi bọ cánh cứng trong họ 
Elateridae.
Chi này được miêu tả khoa học năm 1895 bởi Champion.

## Các loài
Chi này có các loài:
- Paranius mexicanus Champion, 1895